# 敬播
敬播（?—663年），蒲州河东人。
貞觀初年進士。授太子校书。随唐太宗远征高丽，至一山下，许敬宗为文刻石纪功，敬播說：“圣人与天地合德，山名驻跸，此盖天意銮舆不复更东矣。”貞觀十五年（641年）與李淳風、韋安仁、李延壽等人同撰《五代史志》。历官谏议大夫、给事中。後因事貶為越州都督府长史。龙朔三年，卒於任上。有《文贞公传事》。

## 延伸阅读
[在维基数据编辑]
 《舊唐書·卷189上》，出自刘昫《舊唐書》